# Morti il 6 settembre
| Questa pagina contiene informazioni ricavate automaticamente dalle voci biografiche con l'ausilio del template Bio e di un bot. L'aggiornamento è periodico e automatico e ricostruisce completamente la pagina. Se manca una persona in questa lista, sei pregato di non aggiungerla, ma accertati piuttosto che la sua voce biografica contenga il template Bio e che i dati anagrafici siano correttamente compilati. Se il template Bio manca, inseriscilo tu stesso o, in alternativa, metti l'avviso {{tmp\|Bio}} che ne segnala la mancanza. Se i dati riportati sono sbagliati, correggi direttamente la voce biografica; le modifiche saranno visibili in questa lista entro pochi giorni. Per chiarimenti vedi il progetto biografie. La lista contiene solo le 494 persone che sono citate nell'enciclopedia e per le quali è stato implementato correttamente il template Bio. Pagina aggiornata al 17 ago 2025. |

## IV secolo(2)
- 394 - Flavio Eugenio, generale romano
- 394 - Virio Nicomaco Flaviano, grammatico, storico e funzionario romano

## VII secolo(2)
- 628 - Kavad II, sovrano persiano (n. 590)
- 699 - Sexburga di Ely, principessa, badessa e santa anglosassone

## IX secolo(1)
- 893 - Ariwara no Yukihira, poeta e nobile giapponese (n. 818)

## X secolo(3)
- 952 - Suzaku, imperatore giapponese (n. 923)
- 957 - Liudolfo di Svevia, duca (n. 930)
- 972 - Papa Giovanni XIII, papa e vescovo italiano

## XI secolo(3)
- 1032 - Rodolfo III di Borgogna, re
- 1092 - Corrado I di Boemia, sovrano boemo
- 1096 - Izjaslav I di Murom, principe russo (n. 1077)

## XII secolo(2)
- 1170 - Qutb al-Din Mawdud, sovrano siriano (n. 1130)
- 1192 - Ugo III di Borgogna, duca (n. 1148)

## XIII secolo(3)
- 1234 - Milone di Nanteuil, vescovo cattolico francese
- 1273 - Elena di Brunswick-Lüneburg, principessa (n. 1223)
- 1276 - Vicedomino Vicedomini, cardinale italiano

## XIV secolo(1)
- 1320 - Guglielmo da Castelbarco, condottiero italiano

## XV secolo(6)
- 1433 - Piergentile da Varano, politico italiano (n. 1400)
- 1441 - Baldaccio d'Anghiari, condottiero italiano
- 1455 - Giberto VI da Correggio, condottiero e politico italiano
- 1466 - Henri Arnault de Zwolle, medico, astronomo e astrologo olandese
- 1470 - Giovanni Antonio da Faye, storiografo e poeta italiano (n. 1409)
- 1475 - Adolfo II di Nassau, arcivescovo cattolico tedesco (n. 1422)

## XVI secolo(15)
- 1503 - Felino Sandeo, giurista e vescovo cattolico italiano (n. 1444)
- 1511 - Ashikaga Yoshizumi, militare giapponese (n. 1481)
- 1511 - Guglielmo di Jülich-Berg, nobile tedesco (n. 1455)
- 1518 - Francesco Torelli, nobile
- 1529 - Georg Blaurock, religioso svizzero (n. 1491)
- 1533 - Jacopo Salviati, politico italiano (n. 1461)
- 1547 - Tommaso Badia, cardinale italiano (n. 1483)
- 1553 - Juan de Homedes, militare spagnolo
- 1559 - Benvenuto Tisi da Garofalo, pittore italiano
- 1564 - Giacomo di Nevers, nobile francese (n. 1544)
- 1566 - Solimano il Magnifico, sultano ottomano (n. 1494)
- 1581 - Guillaume Postel, linguista, astronomo e orientalista francese (n. 1510)
- 1585 - Luca Cambiaso, pittore italiano (n. 1527)
- 1586 - Giovanni XIV di Alessandria, vescovo cristiano orientale egiziano
- 1596 - Diomede della Corgna, nobile e politico italiano (n. 1547)

## XVII secolo(21)
- 1619 - Marcello Macedonio, poeta e religioso italiano (n. 1582)
- 1623 - Tiberio Gambaruti, letterato italiano (n. 1571)
- 1623 - Maria del Lussemburgo, duchessa francese (n. 1562)
- 1623 - Francesco Sacrati, cardinale e arcivescovo cattolico italiano (n. 1567)
- 1625 - Thomas Dempster, storico e etruscologo scozzese (n. 1579)
- 1625 - Felice Palma, scultore italiano (n. 1583)
- 1629 - Antonio Bosio, archeologo maltese (n. 1575)
- 1631 - Honda Tadamasa, militare giapponese (n. 1575)
- 1634 - Federico II di Brandeburgo-Ansbach, nobile tedesco (n. 1616)
- 1635 - Metius, matematico olandese (n. 1571)
- 1639 - Agostino Galamini, cardinale e vescovo cattolico italiano (n. 1553)
- 1641 - Francesco Vastarini, religioso, filosofo e scrittore italiano (n. 1566)
- 1649 - Robert Dudley, conte di Warwick, nobile, navigatore e cartografo inglese (n. 1574)
- 1652 - Philippe Alegambe, storico belga (n. 1592)
- 1653 - Maria Cybo-Malaspina, nobile italiana (n. 1609)
- 1654 - Cristiano I del Palatinato-Birkenfeld-Bischweiler, duca tedesco (n. 1598)
- 1673 - Jan Thomas van Ieperen, pittore, incisore e disegnatore fiammingo (n. 1617)
- 1676 - Vincenzo Lanfranchi, arcivescovo cattolico italiano (n. 1609)
- 1683 - Jean-Baptiste Colbert, politico e economista francese (n. 1619)
- 1693 - Odoardo II Farnese, nobile (n. 1666)
- 1694 - Francesco II d'Este, nobile italiano (n. 1660)

## XVIII secolo(20)
- 1704 - Francesco Provenzale, compositore italiano (n. 1632)
- 1704 - Ferdinand de Relingue, ammiraglio svedese (n. 1636)
- 1713 - François-Séraphin Régnier-Desmarais, abate, diplomatico e grammatico francese (n. 1632)
- 1714 - Alessandro Marchetti, matematico, astronomo e traduttore italiano (n. 1633)
- 1719 - Carlo Cignani, pittore italiano (n. 1628)
- 1727 - Ernst Friedrich von Windisch-Graetz, diplomatico e politico austriaco (n. 1670)
- 1730 - Innico Caracciolo, cardinale e vescovo cattolico italiano (n. 1642)
- 1757 - Joseph-Dominique d'Inguimbert, arcivescovo cattolico, teologo e archivista francese (n. 1683)
- 1763 - Marie Charlotte de La Tour d'Auvergne, nobildonna francese (n. 1729)
- 1776 - Giuseppe Callisto Gentili, diplomatico e abate italiano (n. 1703)
- 1782 - Giovanni Battista Cacherano di Bricherasio, generale italiano (n. 1706)
- 1782 - Martha Wayles Skelton Jefferson, politica statunitense (n. 1748)
- 1783 - Carlo Bertinazzi, attore teatrale italiano (n. 1710)
- 1783 - Pier Francesco Foggini, antiquario, storico e archeologo italiano (n. 1713)
- 1783 - Anna Williams, poetessa gallese (n. 1706)
- 1788 - Giovanni Carlo Boschi, cardinale e arcivescovo cattolico italiano (n. 1715)
- 1792 - Pierre Claude Haudeneau de Breugnon, ammiraglio e diplomatico francese (n. 1717)
- 1793 - Federico Ferdinando Costantino di Sassonia-Weimar-Eisenach, nobile e militare tedesco (n. 1758)
- 1796 - Antonio Turra, botanico e medico italiano (n. 1730)
- 1798 - Oliver Bond, rivoluzionario irlandese (n. 1762)

## XIX secolo(46)
- 1803 - Miguel Carlos José de Noronha e Abranches, cardinale portoghese (n. 1744)
- 1810 - Domenico Rizzo, brigante italiano
- 1812 - Franz Volkmar Reinhard, teologo tedesco (n. 1753)
- 1812 - Aurelio Roverella, cardinale italiano (n. 1748)
- 1822 - Carlo Andrea Pelagallo, cardinale e vescovo cattolico italiano (n. 1747)
- 1826 - Andrea Vaccà Berlinghieri, chirurgo italiano (n. 1772)
- 1828 - Emanuele Paparo, pittore, architetto e scrittore italiano (n. 1778)
- 1831 - William Jones, politico statunitense (n. 1760)
- 1831 - Józef Sowiński, generale e patriota polacco (n. 1777)
- 1832 - Charles Meynier, pittore francese (n. 1768)
- 1841 - Georg Wilding, nobile, diplomatico e militare tedesco (n. 1790)
- 1851 - Allen Gardiner, navigatore e missionario inglese (n. 1794)
- 1851 - Charles Konig, naturalista tedesco (n. 1774)
- 1853 - Carlo Finelli, scultore italiano (n. 1782)
- 1854 - Marija Antonovna Czetwertyński-Światopełk, nobildonna polacca (n. 1779)
- 1857 - Anna Mary Dashwood, nobildonna inglese (n. 1790)
- 1857 - Johann Schweigger, chimico e fisico tedesco (n. 1779)
- 1858 - Camillo Milana, vescovo cattolico italiano (n. 1782)
- 1858 - Cristoforo Moia, politico italiano (n. 1811)
- 1860 - Giorgio di Meclemburgo-Strelitz, sovrano tedesco (n. 1779)
- 1862 - John Bird Sumner, arcivescovo anglicano inglese (n. 1780)
- 1862 - Michele Caputo, vescovo cattolico italiano (n. 1808)
- 1864 - Gaetano Bedini, cardinale e arcivescovo cattolico italiano (n. 1806)
- 1866 - Francis Baring, I barone Northbrook, politico britannico (n. 1796)
- 1866 - Clement Comer Clay, politico statunitense (n. 1789)
- 1868 - Francis Baring, III barone Ashburton, banchiere e politico inglese (n. 1800)
- 1869 - Valentín Alsina, giurista e politico argentino (n. 1802)
- 1869 - Jean-Pierre Dantan, scultore francese (n. 1800)
- 1869 - John Aaron Rawlins, politico e generale statunitense (n. 1831)
- 1870 - Caterina Barili, cantante lirica italiana
- 1870 - Jean Auguste Margueritte, generale francese (n. 1823)
- 1873 - Donato Cocco, avvocato e politico italiano (n. 1798)
- 1877 - Carl Johan Tornberg, orientalista svedese (n. 1807)
- 1879 - Isidore Taylor, drammaturgo, artista e filantropo francese (n. 1789)
- 1879 - Amédée de Noé, illustratore e fumettista francese (n. 1818)
- 1881 - Jean-Baptiste Nothomb, politico e diplomatico belga (n. 1805)
- 1883 - Wilhelm Baum, chirurgo tedesco (n. 1799)
- 1883 - Baldassarre Poli, filosofo italiano (n. 1795)
- 1884 - Gevheri Kadin, ottomana (n. 1856)
- 1887 - Charles Ferdinand Gambon, avvocato e politico francese (n. 1820)
- 1890 - Robert St Clair-Erskine, IV conte di Rosslyn, nobile e politico scozzese (n. 1833)
- 1891 - Ludvig Müller, numismatico e storico danese (n. 1809)
- 1896 - Joseph Archer Crowe, diplomatico e critico d'arte britannico (n. 1824)
- 1896 - Vital Cuinet, geografo e orientalista francese (n. 1833)
- 1896 - George Brown Goode, zoologo statunitense (n. 1851)
- 1898 - Robert Jones, militare britannico (n. 1857)

## XX secolo(231)
- 1901 - Luigi Minisini, scultore italiano (n. 1816)
- 1902 - Frederick Augustus Abel, chimico britannico (n. 1827)
- 1902 - Philip James Bailey, poeta inglese (n. 1816)
- 1903 - Robert Proctor, bibliografo e bibliotecario britannico (n. 1868)
- 1904 - Oscar Capocci, architetto italiano (n. 1825)
- 1904 - Tito Carbone, patologo italiano (n. 1863)
- 1905 - Morris Bates, calciatore inglese (n. 1864)
- 1907 - Sully Prudhomme, poeta francese (n. 1839)
- 1907 - Jeronimo de la Ossa, ingegnere e poeta panamense (n. 1847)
- 1910 - Hermann Breymann, filologo e pedagogista tedesco (n. 1842)
- 1910 - Gaetano Crugnola, ingegnere e scrittore italiano (n. 1850)
- 1910 - Elías Fernández Albano, avvocato e politico cileno (n. 1845)
- 1914 - Werner Boy, matematico tedesco (n. 1879)
- 1915 - Giulio Barni, sindacalista italiano (n. 1886)
- 1915 - Paul d'Ivoi, scrittore e romanziere francese (n. 1856)
- 1916 - Ernest Jean Aimé, generale francese (n. 1858)
- 1919 - Charles Beresford, politico e ammiraglio inglese (n. 1846)
- 1919 - Andrea Fossati, pittore italiano (n. 1844)
- 1919 - Pier Pander, scultore e medaglista olandese (n. 1864)
- 1920 - Paul-Jean Toulet, poeta francese (n. 1867)
- 1920 - Maria di Meclemburgo-Schwerin, nobile (n. 1854)
- 1921 - Malcolm MacDonald, tennista statunitense (n. 1865)
- 1921 - Dardo Rocha, politico, militare e giornalista argentino (n. 1838)
- 1921 - Vincenzo Valente, compositore e paroliere italiano (n. 1855)
- 1921 - Henry Woodward, geologo e paleontologo britannico (n. 1832)
- 1921 - José Benjamín Zubiaur, educatore e dirigente sportivo argentino (n. 1856)
- 1923 - Pedro José Escalón, politico salvadoregno (n. 1847)
- 1924 - Luigi Baronchelli, organista e compositore italiano (n. 1858)
- 1924 - Maria Valeria d'Asburgo-Lorena, nobildonna austriaca (n. 1868)
- 1926 - Harriet Williams Russell Strong, inventrice, filantropa e attivista statunitense (n. 1844)
- 1927 - Alfredo di Montenuovo, politico austro-ungarico (n. 1854)
- 1927 - Charles Woodruff, arciere statunitense (n. 1844)
- 1928 - George Dole, lottatore statunitense (n. 1885)
- 1928 - Pietro Marsich, giornalista italiano (n. 1891)
- 1930 - Johann Georg Hagen, astronomo e gesuita olandese (n. 1846)
- 1932 - Arsen Ghazikian, filologo, monaco cristiano e traduttore armeno (n. 1870)
- 1932 - Ariosto Neri, militare e aviatore italiano (n. 1906)
- 1932 - Augusto Vittorio Vecchi, storico, scrittore e marinaio italiano (n. 1842)
- 1933 - Tommaso Casoni, medico italiano (n. 1880)
- 1936 - Cornelius Osten, botanico tedesco (n. 1863)
- 1937 - Henry Hadley, direttore d'orchestra e compositore statunitense (n. 1871)
- 1937 - Giuseppe Vaccari, militare e politico italiano (n. 1866)
- 1938 - Alfonso di Borbone-Spagna, principe spagnolo (n. 1907)
- 1938 - Mary Fraser Tytler, artista britannica (n. 1849)
- 1938 - Natale Krekich, politico e patriota italiano (n. 1857)
- 1938 - Camillo Laurenti, cardinale italiano (n. 1861)
- 1938 - Karl Malmström, tuffatore svedese (n. 1875)
- 1939 - Giuseppe Bignoli, circense italiano (n. 1892)
- 1939 - Arthur Rackham, illustratore britannico (n. 1867)
- 1940 - Phoebus Levene, biochimico lituano (n. 1869)
- 1940 - Frédéric Swarts, chimico belga (n. 1866)
- 1941 - Walter Granger, paleontologo statunitense (n. 1872)
- 1941 - Milton Ross, attore statunitense (n. 1872)
- 1943 - Gino Bolognese, calciatore italiano (n. 1910)
- 1943 - Reginald McKenna, banchiere e politico britannico (n. 1863)
- 1943 - Friend Richardson, politico statunitense (n. 1865)
- 1944 - Rinaldo Arnaldi, militare e partigiano italiano (n. 1914)
- 1944 - Benedetto de Besi, partigiano italiano (n. 1926)
- 1945 - Gregorio Diamare, vescovo cattolico e abate italiano (n. 1865)
- 1946 - Lucina Hagman, politica, scrittrice e docente finlandese (n. 1853)
- 1946 - Alfred Körte, archeologo e filologo classico tedesco (n. 1866)
- 1947 - Luigi Barzini, giornalista e scrittore italiano (n. 1874)
- 1949 - Lucien Descaves, scrittore, giornalista e drammaturgo francese (n. 1861)
- 1949 - Yang Hucheng, generale cinese (n. 1893)
- 1950 - Mariano Costa, politico e antifascista italiano (n. 1879)
- 1950 - Olaf Stapledon, scrittore e filosofo britannico (n. 1886)
- 1951 - Thoralf Grubbe, calciatore norvegese (n. 1891)
- 1952 - José Vicente de Freitas, generale e politico portoghese (n. 1869)
- 1952 - Gertrude Lawrence, attrice e cantante britannica (n. 1898)
- 1952 - William Ewart Napier, scacchista statunitense (n. 1881)
- 1953 - Oleg Nikolaevič Frelich, regista cinematografico russo (n. 1887)
- 1953 - Alessandro Levi, giurista, filosofo e antifascista italiano (n. 1881)
- 1954 - Alfred Berghausen, calciatore tedesco (n. 1889)
- 1954 - Guglielmo Sanguinetti, medico italiano (n. 1894)
- 1955 - Maurice Pujo, giornalista e politico francese (n. 1872)
- 1956 - Xavier de Magallon, poeta, traduttore e politico francese (n. 1866)
- 1956 - Alberto Novellis di Coarazze, generale e aviatore italiano (n. 1877)
- 1956 - Alex Raymond, fumettista statunitense (n. 1909)
- 1956 - Michael Ventris, architetto e linguista britannico (n. 1922)
- 1957 - Armando Bertagni, calciatore italiano (n. 1907)
- 1957 - Gaetano Salvemini, storico, politico e antifascista italiano (n. 1873)
- 1958 - Guido Calvi, mezzofondista italiano (n. 1893)
- 1958 - Vladimir Margania, calciatore sovietico (n. 1928)
- 1959 - Adolfo Covi, pilota motociclistico italiano (n. 1932)
- 1959 - Edmund Gwenn, attore britannico (n. 1877)
- 1959 - Kay Kendall, attrice britannica (n. 1927)
- 1960 - Aleksander Laak, militare estone (n. 1907)
- 1960 - György Piller-Jekelfalussy, schermidore ungherese (n. 1899)
- 1961 - Giovanni Costanzo, calciatore e allenatore di calcio italiano (n. 1915)
- 1962 - Hanns Eisler, compositore austriaco (n. 1898)
- 1962 - Seiichirō Kashio, tennista giapponese (n. 1892)
- 1962 - Ellen Osiier, schermitrice danese (n. 1890)
- 1963 - Vladimir Aïtoff, medico e rugbista a 15 francese (n. 1879)
- 1963 - Umberto Grazzi, diplomatico italiano (n. 1896)
- 1963 - Ivo Illuminati, regista, attore e sceneggiatore italiano (n. 1882)
- 1964 - Iosif Sîrbu, tiratore a segno rumeno (n. 1925)
- 1965 - Konstantin Georgievič Mostras, violinista, docente e compositore russo (n. 1886)
- 1966 - Giuseppe Amantea, medico e fisiologo italiano (n. 1885)
- 1966 - Semën Vasil'evič Ėl'ger, poeta, scrittore e saggista russo (n. 1894)
- 1966 - Guido Caprotti, pittore italiano (n. 1887)
- 1966 - Elmer Harris, sceneggiatore e commediografo statunitense (n. 1878)
- 1966 - Margaret Sanger, attivista, infermiera e scrittrice statunitense (n. 1879)
- 1966 - Reuben Levy, iranista e islamista gallese (n. 1891)
- 1966 - Luigi Perrachio, compositore e pianista italiano (n. 1883)
- 1966 - Hendrik Frensch Verwoerd, politico e psicologo sudafricano (n. 1901)
- 1967 - Egidio Anceschi, calciatore italiano (n. 1897)
- 1967 - Albert Ingham, matematico britannico (n. 1900)
- 1967 - Jacques Zwobada, scultore e pittore francese (n. 1900)
- 1968 - Nikolaj Pavlovič Akimov, scenografo e regista teatrale sovietico (n. 1901)
- 1968 - Anny Konetzni, soprano austriaco (n. 1902)
- 1968 - Giuseppe Lepori, avvocato, politico e giornalista svizzero (n. 1902)
- 1968 - Giuseppe Malagodi, pittore italiano (n. 1890)
- 1968 - Francesco Mercuri, mafioso italiano (n. 1904)
- 1968 - Leo Sexton, pesista statunitense (n. 1909)
- 1969 - Vera Carmi, attrice italiana (n. 1914)
- 1969 - Corrado di Baviera, generale tedesco (n. 1883)
- 1969 - Nemika Sultan, principessa ottomana (n. 1888)
- 1969 - Arthur Friedenreich, calciatore brasiliano (n. 1892)
- 1969 - Edith Johnson, attrice statunitense (n. 1894)
- 1969 - Olinto Marella, presbitero italiano (n. 1882)
- 1970 - Hans Howaldt, militare tedesco (n. 1888)
- 1970 - Bertil Ohlson, multiplista svedese (n. 1899)
- 1970 - Charles Regamey, calciatore svizzero (n. 1910)
- 1971 - Phil Edwards, velocista, mezzofondista e medico canadese (n. 1907)
- 1971 - Giovanni Maresca Donnorso di Serracapriola, militare, politico e imprenditore italiano (n. 1893)
- 1971 - Elody Oblath, scrittrice italiana (n. 1889)
- 1971 - Ezequiel Padilla Peñaloza, politico, diplomatico e avvocato messicano (n. 1890)
- 1972 - Gustavo Del Vecchio, economista e politico italiano (n. 1883)
- 1972 - Luis Martínez de Irujo y Artázcoz, nobile spagnolo (n. 1919)
- 1972 - Fortunato La Camera, politico italiano (n. 1898)
- 1972 - Francesco Marinaro, politico italiano (n. 1892)
- 1973 - Lester Lane, cestista e allenatore di pallacanestro statunitense (n. 1932)
- 1974 - Olga Baclanova, attrice russa (n. 1893)
- 1974 - Michael Benthall, regista e direttore artistico britannico (n. 1919)
- 1974 - Otto Kruger, attore statunitense (n. 1885)
- 1974 - Silvano Mari, calciatore italiano (n. 1929)
- 1974 - Peppino De Luca, trombonista, direttore d'orchestra e compositore italiano (n. 1936)
- 1975 - Ercole Salvatore Aprigliano, pittore italiano (n. 1892)
- 1975 - Maurizio Jurgens, autore televisivo, regista radiofonico e commediografo italiano (n. 1921)
- 1975 - Carlyle Tapsell, hockeista su prato indiano (n. 1909)
- 1975 - Adolf Werner, calciatore tedesco (n. 1886)
- 1976 - Clarice Benini, scacchista italiana (n. 1905)
- 1976 - Felice Mina, scultore e medaglista italiano (n. 1912)
- 1976 - Francisco Javier Ochoa Ullate, vescovo cattolico spagnolo (n. 1889)
- 1976 - Giasone Tomassucci, liutaio italiano (n. 1896)
- 1976 - Antonio Zamora, editore, giornalista e politico spagnolo (n. 1896)
- 1977 - Paul Burkhard, compositore svizzero (n. 1911)
- 1977 - Anna Hajnal, poetessa ungherese (n. 1907)
- 1977 - John Edensor Littlewood, matematico britannico (n. 1885)
- 1977 - Guido Pannain, compositore e musicologo italiano (n. 1891)
- 1977 - Prenk Pervizi, generale albanese (n. 1897)
- 1977 - Eugen Schüfftan, direttore della fotografia e effettista tedesco (n. 1893)
- 1978 - Adolf Dassler, imprenditore tedesco (n. 1900)
- 1978 - Harry Wilson, attore britannico (n. 1897)
- 1979 - Ronald Binge, compositore e arrangiatore britannico (n. 1910)
- 1979 - Haroldo Barbosa, compositore, comico e giornalista brasiliano (n. 1915)
- 1979 - Joachim Jeremias, teologo e orientalista tedesco (n. 1900)
- 1980 - Joe Bradford, calciatore inglese (n. 1901)
- 1980 - Stefano Castronovo, religioso italiano (n. 1919)
- 1980 - Johanna Ehrenstrasser, modella austriaca (n. 1939)
- 1980 - Christopher Michael Maltby, generale britannico (n. 1891)
- 1981 - Luigi Bogliolo, medico italiano (n. 1908)
- 1981 - Christy Brown, scrittore, pittore e poeta irlandese (n. 1932)
- 1981 - Lucas Demare, regista, sceneggiatore e produttore cinematografico argentino (n. 1910)
- 1981 - Rashid III bin Humaid Al Nuaimi, politico emiratino (n. 1902)
- 1982 - José Cabrero Arnal, fumettista spagnolo (n. 1909)
- 1983 - Bernhard Welte, teologo e filosofo tedesco (n. 1906)
- 1984 - Dietrich Kilian, musicologo tedesco (n. 1928)
- 1984 - Ernest Tubb, cantante statunitense (n. 1914)
- 1985 - Turi Cariola, poeta italiano (n. 1911)
- 1985 - Jane Frazee, attrice statunitense (n. 1915)
- 1986 - George Gipe, sceneggiatore e scrittore statunitense (n. 1933)
- 1986 - Ernest Schmidt, cestista statunitense (n. 1911)
- 1986 - Blanche Sweet, attrice statunitense (n. 1896)
- 1988 - Axel von Ambesser, attore e regista tedesco (n. 1910)
- 1988 - Harold Rosson, direttore della fotografia statunitense (n. 1895)
- 1988 - Vojtěch Věchet, calciatore cecoslovacco (n. 1912)
- 1989 - Gina Manès, attrice francese (n. 1893)
- 1989 - Uberto Mori, ingegnere italiano (n. 1926)
- 1989 - Héctor Ricardo, calciatore argentino (n. 1925)
- 1989 - Jimmy Ruffell, calciatore inglese (n. 1900)
- 1990 - Francisco Eppens Helguera, pittore e scultore messicano (n. 1913)
- 1990 - Tom Fogerty, chitarrista statunitense (n. 1941)
- 1990 - Efat Ghazi, attivista iraniana (n. 1935)
- 1990 - Audrey Hanna, attrice statunitense (n. 1907)
- 1990 - Beniamino Maggio, attore italiano (n. 1907)
- 1990 - Hertha Meyer, biofisica brasiliana (n. 1902)
- 1990 - Octavio Señoret, attore e produttore cinematografico cileno (n. 1924)
- 1990 - Herbert Spiegelberg, filosofo statunitense (n. 1904)
- 1991 - Elpidio Mioni, grecista, bizantinista e paleografo italiano (n. 1911)
- 1991 - Ken Oberbruner, cestista, giocatore di baseball e allenatore di baseball statunitense (n. 1918)
- 1991 - Alfredo Rizzo, attore, regista e sceneggiatore italiano (n. 1902)
- 1991 - Robert Stoller, psichiatra e psicoanalista statunitense (n. 1924)
- 1992 - Mervyn Johns, attore britannico (n. 1899)
- 1994 - Wolf Donner, giornalista e critico cinematografico tedesco (n. 1939)
- 1994 - Michele Gandin, regista, fotografo e giornalista italiano (n. 1914)
- 1994 - Nicky Hopkins, pianista inglese (n. 1944)
- 1994 - Max Kaminsky, trombettista statunitense (n. 1908)
- 1994 - Duccio Tessari, regista e sceneggiatore italiano (n. 1926)
- 1994 - Paul Xuereb, politico maltese (n. 1923)
- 1995 - Sergio Atzeni, scrittore, giornalista e traduttore italiano (n. 1952)
- 1995 - Gianni Caldana, lunghista, ostacolista e velocista italiano (n. 1912)
- 1995 - Mary Doran, attrice statunitense (n. 1907)
- 1995 - Buster Mathis, pugile statunitense (n. 1943)
- 1995 - Luigi Obuel, calciatore italiano (n. 1915)
- 1995 - Marco Raviart, annunciatore televisivo e giornalista italiano (n. 1921)
- 1995 - Italo Valenti, pittore italiano (n. 1912)
- 1996 - Bruno Corbucci, regista e sceneggiatore italiano (n. 1931)
- 1996 - Gonzalo Marzá, calciatore spagnolo (n. 1916)
- 1997 - Salvador Artigas, allenatore di calcio e calciatore spagnolo (n. 1913)
- 1997 - Washington Cacciavillani, allenatore di calcio e calciatore uruguaiano (n. 1934)
- 1997 - Ifor Fielding, calciatore inglese (n. 1909)
- 1997 - Tunde Ikhidero, calciatore e giocatore di calcio a 5 nigeriano (n. 1970)
- 1997 - Percy Howard Newby, scrittore inglese (n. 1918)
- 1997 - H.W.L. Poonja, religioso indiano (n. 1910)
- 1997 - Refik Resmja, calciatore e allenatore di calcio albanese (n. 1931)
- 1998 - Ernst-Hugo Järegård, attore svedese (n. 1928)
- 1998 - Akira Kurosawa, regista, sceneggiatore e montatore giapponese (n. 1910)
- 1998 - Elaine Shepard, attrice e giornalista statunitense (n. 1913)
- 1998 - Louis Van Parijs, nuotatore belga (n. 1908)
- 1999 - Steve Little, giocatore di football americano statunitense (n. 1956)
- 1999 - Tamás Mendelényi, schermidore ungherese (n. 1936)
- 1999 - Archimede Seguso, imprenditore italiano (n. 1909)
- 1999 - Paolo Ungari, politico italiano (n. 1933)
- 2000 - Kees van Aelst, pallanuotista olandese (n. 1916)
- 2000 - Félix Huete, calciatore spagnolo (n. 1914)
- 2000 - Nino Ramishvili, ballerina, coreografa e direttrice artistica georgiana (n. 1910)
- 2000 - Fritz Ruchay, calciatore tedesco (n. 1909)
- 2000 - Jürgen Schütze, pistard tedesco (n. 1951)
- 2000 - Aleksander Skiba, pallavolista e allenatore di pallavolo polacco (n. 1945)
- 2000 - Roger Verey, canottiere polacco (n. 1912)

## XXI secolo(138)
- 2001 - Chantal Chaudé de Silans, scacchista francese (n. 1912)
- 2001 - Víctor Mahana, cestista cileno (n. 1922)
- 2001 - Wardell Pomeroy, sessuologo statunitense (n. 1913)
- 2002 - Michael Argyle, psicologo inglese (n. 1925)
- 2002 - Gabriel Camps, storico francese (n. 1927)
- 2002 - Phil LaBatte, hockeista su ghiaccio statunitense (n. 1911)
- 2002 - George Makdisi, orientalista e storico statunitense (n. 1920)
- 2002 - Martin Matsbo, fondista e sciatore di pattuglia militare svedese (n. 1911)
- 2002 - Giulio Reiner, ufficiale e aviatore italiano (n. 1915)
- 2002 - Baronessa Janet Young, politica inglese (n. 1926)
- 2003 - Charles Edward Bennett, politico e militare statunitense (n. 1910)
- 2003 - Giuseppe Chielli, direttore d'orchestra italiano (n. 1924)
- 2003 - Harry Goz, attore e doppiatore statunitense (n. 1932)
- 2003 - Maurice Michael Otunga, cardinale e arcivescovo cattolico keniota (n. 1923)
- 2003 - Louise Platt, attrice statunitense (n. 1915)
- 2003 - James Rachels, filosofo statunitense (n. 1941)
- 2003 - 'Mamohato Bereng Seeiso, regina lesothiana (n. 1941)
- 2003 - Paul Tobin, cestista statunitense (n. 1909)
- 2004 - Antonio Corpora, pittore italiano (n. 1909)
- 2005 - Mihály Borostyán, calciatore e giocatore di calcio a 5 ungherese (n. 1956)
- 2005 - Eugenia Charles, politica dominicense (n. 1919)
- 2005 - Bob Warlick, cestista statunitense (n. 1941)
- 2006 - Herbert Bloch, archeologo e storico tedesco (n. 1911)
- 2006 - Piero Corradini, orientalista italiano (n. 1933)
- 2006 - Giuseppe Giacalone, critico letterario e scrittore italiano (n. 1918)
- 2006 - Eugenio Guglielminetti, scenografo, costumista e pittore italiano (n. 1921)
- 2006 - Lanfranco Zucalli, politico italiano (n. 1921)
- 2007 - Eva Crane, fisica, biologa e scrittrice britannica (n. 1912)
- 2007 - Madeleine L'Engle, scrittrice statunitense (n. 1918)
- 2007 - Luciano Pavarotti, tenore italiano (n. 1935)
- 2007 - Carla Ragionieri, regista, pianista e attrice italiana (n. 1917)
- 2007 - Bob Rensberger, cestista e allenatore di pallacanestro statunitense (n. 1921)
- 2007 - Byron Stevenson, calciatore gallese (n. 1956)
- 2008 - Antonio Innocenti, cardinale e arcivescovo cattolico italiano (n. 1915)
- 2008 - Anita Page, attrice statunitense (n. 1910)
- 2009 - Giuseppe Angelico, imprenditore italiano (n. 1930)
- 2010 - Clive Donner, regista e montatore britannico (n. 1926)
- 2010 - Carlos Heidel Feresin, calciatore brasiliano (n. 1928)
- 2011 - Hans Apel, economista e politico tedesco (n. 1932)
- 2011 - Michael Hart, informatico, scrittore e attivista statunitense (n. 1947)
- 2011 - Julio Maceiras, calciatore uruguaiano (n. 1926)
- 2011 - Janusz Morgenstern, regista e produttore cinematografico polacco (n. 1922)
- 2011 - Franco Potenza, compositore, musicologo e direttore d'orchestra italiano (n. 1922)
- 2011 - Masanori Sanada, calciatore giapponese (n. 1968)
- 2011 - Felice d'Asburgo-Lorena, principe austriaco (n. 1916)
- 2012 - Jerome Kilty, attore e drammaturgo statunitense (n. 1922)
- 2012 - Amedeo Lia, ingegnere, imprenditore e collezionista d'arte italiano (n. 1913)
- 2012 - Óscar Pablo Rossi, calciatore argentino (n. 1930)
- 2013 - Pietro Barcellona, giurista e politico italiano (n. 1936)
- 2013 - Ann Carol Crispin, scrittrice di fantascienza statunitense (n. 1950)
- 2013 - Telesforo Lorenzo Gama, calciatore spagnolo (n. 1921)
- 2013 - Piero Muscolino, ingegnere, saggista e storico italiano (n. 1938)
- 2013 - Mario Porcile, regista italiano (n. 1921)
- 2014 - Arne Amundsen, calciatore norvegese (n. 1952)
- 2014 - Angelo Davoli, pittore e artista italiano (n. 1960)
- 2014 - Cirilo Flores, vescovo cattolico statunitense (n. 1948)
- 2014 - Stefan Gierasch, attore statunitense (n. 1926)
- 2014 - Kira Zvorykina, scacchista russa (n. 1919)
- 2015 - Gianni Bonadonna, oncologo italiano (n. 1934)
- 2015 - Vincenzo Dall'Osso, pugile italiano (n. 1929)
- 2015 - Brenda Kirk, tennista sudafricana (n. 1951)
- 2015 - Ralph Milne, calciatore scozzese (n. 1961)
- 2015 - Martin Milner, attore statunitense (n. 1931)
- 2015 - Vladislav Timakov, pallanuotista russo (n. 1993)
- 2016 - Pavel Osipovič Chomskij, regista sovietico (n. 1925)
- 2016 - James A. Keller, insegnante, filosofo e teologo statunitense (n. 1939)
- 2016 - Bobby Martin, arrangiatore, compositore e produttore discografico statunitense (n. 1930)
- 2016 - Bruno Pianta, etnomusicologo e musicista italiano (n. 1943)
- 2016 - Bernard Planque, cestista francese (n. 1932)
- 2016 - Alessandro Vannucchi, generale italiano (n. 1933)
- 2017 - Derek Bourgeois, compositore inglese (n. 1941)
- 2017 - Carlo Caffarra, cardinale e arcivescovo cattolico italiano (n. 1938)
- 2017 - Nicolae Lupescu, calciatore rumeno (n. 1940)
- 2017 - Jim McDaniels, cestista statunitense (n. 1948)
- 2017 - Kate Millett, scrittrice e attivista statunitense (n. 1934)
- 2017 - Noel Picard, hockeista su ghiaccio canadese (n. 1938)
- 2017 - Vinicio Vergoni, scrittore italiano (n. 1926)
- 2017 - Lotfi Zadeh, ingegnere e matematico persiano (n. 1921)
- 2018 - Michel Bonnevie, cestista francese (n. 1921)
- 2018 - Richard DeVos, imprenditore statunitense (n. 1926)
- 2018 - Liz Fraser, attrice britannica (n. 1930)
- 2018 - Gilbert Lazard, glottologo, linguista e iranista francese (n. 1920)
- 2018 - Burt Reynolds, attore statunitense (n. 1936)
- 2018 - Claudio Scimone, direttore d'orchestra italiano (n. 1934)
- 2018 - Antonína Záchvějová, cestista cecoslovacca (n. 1934)
- 2019 - Giacomo Bulleri, cuoco e imprenditore italiano (n. 1925)
- 2019 - Annalisa Cima, poetessa e artista italiana (n. 1941)
- 2019 - Francesco Corbetta, biologo e botanico italiano (n. 1932)
- 2019 - Robert Mugabe, politico e rivoluzionario zimbabwese (n. 1924)
- 2019 - Jacqueline Perrotin, pianista, compositrice e arrangiatrice francese
- 2019 - Chester Williams, rugbista a 15 e allenatore di rugby a 15 sudafricano (n. 1970)
- 2020 - Sergej Beljaev, tiratore a segno kazako (n. 1960)
- 2020 - Lou Brock, giocatore di baseball statunitense (n. 1939)
- 2020 - Kevin Dobson, attore statunitense (n. 1943)
- 2020 - Tom Jernstedt, dirigente sportivo statunitense (n. 1944)
- 2020 - Vaughan Jones, matematico neozelandese (n. 1952)
- 2020 - Anita Lindblom, attrice svedese (n. 1937)
- 2020 - Willy Monteiro Duarte, italiano (n. 1999)
- 2020 - Dragoljub Ojdanić, generale serbo (n. 1941)
- 2020 - Gabriella Olla Repetto, archivista italiana (n. 1933)
- 2020 - Mike Sexton, giocatore di poker statunitense (n. 1947)
- 2021 - Jean-Pierre Adams, calciatore francese (n. 1948)
- 2021 - Jean-Paul Belmondo, attore francese (n. 1933)
- 2021 - Nino Castelnuovo, attore italiano (n. 1936)
- 2021 - Sarolta Mogyorósi, cestista ungherese (n. 1937)
- 2021 - Frank Russell, cestista statunitense (n. 1949)
- 2021 - Adlai Stevenson III, politico statunitense (n. 1930)
- 2021 - Romano Taccola, calciatore italiano (n. 1935)
- 2021 - Michael Kenneth Williams, attore statunitense (n. 1966)
- 2022 - Salvatore Biasco, economista e politico italiano (n. 1939)
- 2022 - Magdalena Ruiz Guiñazú, giornalista e scrittrice argentina (n. 1935)
- 2022 - Just Jaeckin, regista, fotografo e gallerista francese (n. 1940)
- 2022 - Marcello Piazza, medico italiano (n. 1935)
- 2022 - Tina Ramirez, ballerina, coreografa e direttrice artistica statunitense (n. 1929)
- 2023 - Raymond Ackerman, imprenditore sudafricano (n. 1931)
- 2023 - Adnan Al-Kaissie, wrestler iracheno (n. 1939)
- 2023 - Marc Bohan, stilista francese (n. 1926)
- 2023 - Richard Davis, contrabbassista statunitense (n. 1930)
- 2023 - Alberto Ginulfi, calciatore italiano (n. 1941)
- 2023 - Lucrecia Hernández Mack, medico e politica guatemalteca (n. 1973)
- 2023 - Felipe Garín Llombart, storico dell'arte e museologo spagnolo (n. 1943)
- 2023 - Giuliano Montaldo, regista, sceneggiatore e attore italiano (n. 1930)
- 2023 - Steve Roden, musicista e artista statunitense (n. 1964)
- 2023 - Whitey Von Nieda, cestista e allenatore di pallacanestro statunitense (n. 1922)
- 2024 - Lucine Amara, soprano statunitense (n. 1925)
- 2024 - Paul Goldsmith, pilota motociclistico e pilota automobilistico statunitense (n. 1925)
- 2024 - Rebecca Horn, scultrice, regista e performance artist tedesca (n. 1944)
- 2024 - Sonia Iovan, ginnasta rumena (n. 1935)
- 2024 - Will Jennings, cantautore statunitense (n. 1944)
- 2024 - Renato Molinari, pilota motonautico italiano (n. 1946)
- 2024 - Cesare Poli, calciatore italiano (n. 1945)
- 2024 - Alan Rees, pilota automobilistico britannico (n. 1938)
- 2024 - Marco Ricci, cestista italiano (n. 1960)
- 2024 - Gaetano Salvemini, allenatore di calcio e calciatore italiano (n. 1942)
- 2024 - Francisco Valenzuela, cestista cileno (n. 1939)
- 2024 - Horst Weigang, calciatore tedesco orientale (n. 1940)
- 2024 - Bent Wolmar, calciatore danese (n. 1937)
- 2024 - Ron Yeats, calciatore e allenatore di calcio scozzese (n. 1937)